# OLD-e♯
OLD-e♯（オールド・イー）は北海道江別市二条二丁目6に所在する喫茶店兼バー。店名は「古い江別」を意味する。
店舗は銀行建築の再利用である。外装は左官仕上で、1階の腰壁は擬石風の外見となっている。2階はセットバックしており、窓は額縁をかたどっている。

## 歴史

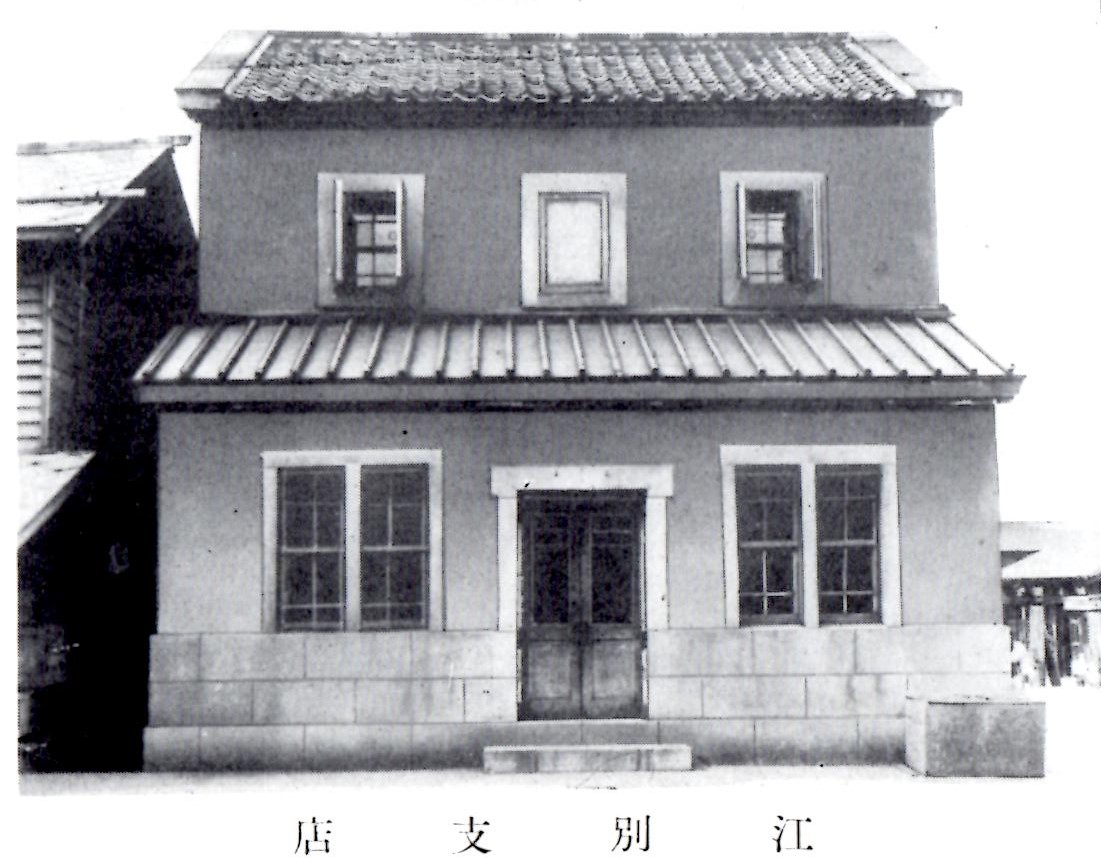
1943年（昭和18年）

- 1919年（大正8年）、十二銀行札幌支店江別派出所として建てられる[2]。
- 1934年（昭和9年）、十二銀行江別支店に昇格[2]。
- 1943年（昭和18年）、銀行の合併に伴い、北陸銀行江別支店となる[2]。
- 1966年（昭和41年）、銀行が移転したため当初の役目を終える[2]。
- 「OLD-e♯」として開店したのは2001年（平成13年）ころ[2]。